# Conflito (telenovela)
Conflito é uma telenovela brasileira produzida e exibida pelo SBT entre 27 de outubro de 1982 e 10 de janeiro de 1983, em 65 capítulos, às 19h, substituindo A Leoa e sendo substituída por Sombras do Passado. Baseada na mexicana Conflicto, de Marissa Garrido, foi escrita por Suzana Colonna, sob direção de Renato Petrauskas e Waldomiro Barone e direção geral de Waldemar de Moraes.
Conta com Ana Rosa, Wilson Fragoso, Jonas Mello, Lourdes Mayer, Percy Aires, Luiz Guilherme, Arlete Montenegro e Ruthinéa de Moraes nos papéis principais.

## Enredo
Os milionários Miguel e Rosa Altamirano nunca aceitaram o romance do filho Eduardo com Andréa, uma operária pobre da tecelagem da família, desprezando a moça sempre que possível. Quando o filho mais novo do casal, Gustavo, volta ao Brasil, ele acaba também se apaixonando por Andréa e disputando seu coração dela com o irmão para desespero dos pais. Ainda a crise no casamento de Carmem e Marcos.

## Elenco
| Ator/Atriz         | Personagem         |
| ------------------ | ------------------ |
| Ana Rosa           | Andréa Assunção    |
| Wilson Fragoso     | Eduardo Altamirano |
| Jonas Mello        | Gustavo Altamirano |
| Percy Aires        | Miguel Altamirano  |
| Lourdes Mayer      | Rosa Altamirano    |
| Luiz Guilherme     | Marcos             |
| Arlete Montenegro  | Carmem Assunção    |
| Ruthinéa de Moraes | Graziela           |
| J. França          | Dr. Pedro          |
| Alberto Baruque    | Carlos             |
| Vera D'Agostino    | Verônica           |
| Marcelo Coutinho   | César              |
| Felipe Levoto      | Daniel             |

## Reprises
Foi reprisada entre 13 de fevereiro á 11 de maio de 1984, às 13h45 em 65 capítulos substituindo Sombras do Passado e sendo substituída por Razão de Viver 

## Trilha sonora
1. "Mil razões para chorar" - Gilberto Lemos
2. "A terra do faz-de-conta" - Harmony Cats
3. "Sing louder little river" - Jayson Lindh (tema de abertura)
4. "Só você" - Jenifer